# 小漆树
小漆树（学名：Toxicodendron delavayi），又名山漆树（中国树木分类学，中国高等植物图鉴），是漆树科漆属的植物，是中国的特有植物。分布在中国大陆的云南、四川等地，生长于海拔1,100米至2,500米的地区，多生长在阳坡林下及灌丛中，目前尚未由人工引种栽培。

## 异名
- Toxicodendron delavayi (Franch.) F. A. Barkley var. angustifolium C. Y. Wu
- Toxicodendron delavayi (Franch.) F. A. Barkley var. quinquejugum (Rehd. et Wils.) C. Y. Wu et T. L. Ming